# 太史
太史，是中国古代官名。

## 沿革
太史在西周、春秋时掌管起草文书，策命诸侯卿大夫，记载史事，编写史书，兼管典籍、天文历法、祭祀等，为朝廷大臣。《後汉书·光武纪》注:“史官之长也。”后来职位渐低，在秦朝属奉常，汉朝属太常，掌天文历法，首長稱為太史令，秩六百石；魏晋以后修史的职务划归著作郎，太史仅掌管推算历法。周朝時其官署名為太史寮，東漢稱太史寺，北齊稱太史署，隋朝稱太史曹，後改作太史局，後又改為太史監，唐朝名為太史局或太史監，唐肃宗时又改为司天台。宋代稱為太史局或司天監，另設翰林天文院。元代設太史院。至明清两朝，天文曆法由司天監、欽天監掌管，修史之事則交由翰林院负责，因此又称翰林为太史。
后赵石虎时期，曾在宫中设置女太史，用来验证外廷太史所观星象虚实。
清朝時，康熙二十九年（1690年）、雍正元年（1723年）、乾隆元年（1736年）曾開立非常設的國史館。乾隆三十年（1765年），國史館成為常設機構。
司马迁官职即为太史，在《史记》中的作者评述多以“太史公曰”的句子起始，所以太史一词有时也指司马迁所著的《史记》。如：唐朝的柳宗元《柳河东集》：“参之太史。”后代作者则模仿司马迁自称“太史氏”。